# Magyar Imre (orvos)
Magyar Imre (Losonc, 1910. október 14. – Budapest, 1984. május 25.) orvos, belgyógyász, egyetemi tanár, író, az orvostudományok doktora (1962).

## Élete
Apja dr. Magyar Izsó államvasúti tisztviselő, anyja Deutsch Adél volt. A családja nagy része a Felvidékről származott.  A nagyszülei már felvették a vidéki asszimilálódó zsidók szellemiségét. A losonci zsidó elemi iskolában kezdte tanulmányait, majd családjával a fővárosba költözött. Előbb a Pesti Izraelita Hitközség Alapítványi Fiúgimnáziumának diákja lett, majd ötödikes korától átiratkozott a Kölcsey Ferenc Gimnáziumba. A numerus clausus ellenére 1928 szeptemberében a Pázmány Péter Tudományegyetem Orvosi karának hallgatójává vált. Már középiskolás korától kezdve meghatározó volt életében az irodalom és a zene. Egyetemistaként számos novellát és verset írt, illetve a Vámossy Zoltán professzor védnöksége alatt álló zenekarban hegedült. 1934-ben kapta meg orvosi oklevelét és egyike volt a legjobb tizenöt diáknak. Pályafutását a Korányi Sándor által vezetett III. számú Belgyógyászati Klinikán kezdte fizetés nélküli gyakornokként. A professzort azonban nyugdíjazták és a klinikát is átszervezték, ezért 1936-tól a Stefánia úti Hetényi Géza és Baráth Jenő által alapított Szanatóriumban vállalt állást. Tudományos munkát nem folytathatott. 1940 és 1944 között négy alkalommal hívták be munkaszolgálatra: Szentkirályszabadjára, Gönyűre és máshová. A munkaszolgálatos évek alatt írta meg a Ruth című könyvét, amely 1972-ben jelent meg a Magvető Könyvkiadó gondozásában. A második világháború végét egy szerb munkaszolgálatos század orvosaként élte meg. Anyja és húga túlélték a holokausztot, azonban apját és családja nagy részét elvesztette. Az 1944-ben elhurcolt és halálba üldözött édesapja emlékének szentelte a Tanulságos utazás című könyvét. A háborús évekről, illetve a budapesti zsidóságról írta meg az Oly korban éltem én című művét. 1944 áprilisában házasságot kötött Fodor Évával, egy gazdag pesti ügyvéd lányával, akitől négy gyermeke született. 1945-től az I. számú Belgyógyászati Klinikán működött tanársegédként. Három évvel később magántanári képesítést szerzett, 1952-ben pedig kandidátusi címet kapott. 1960 és 1965 között az Orvostovábbképző Intézet I. számú Belgyógyászati Tanszékének professzora volt, illetve 1962-től az intézet igazgatója. 1965-ben kinevezték a Budapesti Orvostudományi Egyetem I. számú Belgyógyászati Klinikájának élére. 1980-ben nyugdíjazták. 1984. május 24-én gyomorrákban halt meg.
Számtalan tudományos társaság elnöke volt, így az újjáalakult Magyar Belgyógyász Társaságnak, a Magyar Diabetes Társaságnak, (amelynek életre hívója is volt), valamint a Magyar Gastroenterológiai Társaságnak elnöke. Tizenöt évig elnöke volt a TIT Budapesti Szervezete Egészségügyi Szakosztályának.
A Farkasréti temetőben nyugszik.

## Főbb művei
- Az epehólyag és az epeutak betegségei (Budapest, 1966)
- Kozmikus sértődés (tanulmányok, Budapest, 1968)
- Korányi Sándor (Budapest, 1970)
- Ruth (regény, Budapest, 1971)
- Judit (regény, Budapest, 1973)
- Rövid belgyógyászat (Budapest, 1975)
- A belgyógyászat alapvonalai (I-III., Petrányi Gyulával, Budapest, 1977)
- Az évszázad gyermeke (életrajzi regény, Budapest, 1980)
- Behrens doktor és társai (esszék, Budapest, 1980)
- Belbetegségek elkülönítő diagnózisa (Budapest, 1981)
- Az orvos és a beteg (Budapest, 1983)
- A kérdés (tanulmányok, visszaemlékezések, Budapest, 1984)
- „Oly korban éltem én…” (regény, Budapest, 1984)
- A máj, az epeutak és a hasnyálmirigy betegségei (Budapest, 1985)

## Díjai, elismerései
- Hetényi Géza-emlékérem (1960)
- Német Demokratikus Köztársaság Érdemérme (1969)
- Munka Érdemrend arany fokozata (1980)

## Emlékezete
- Emlékérem (Borsos Miklós alkotása)
- Szobor a Semmelweis Egyetem bejáratánál (Szanyi Borbála alkotása)
- Centánáriumi Évkönyv születésének 100. évfordulója alkalmából
- Dr. Magyar Imre Egészségügyi Alapítvány
- Magyar Imre-emlékérem: a Magyar Diabetes Társaság alapította, hogy azon tagjait díjazza, akik tevékenységükkel, életpályájukkal kiemelkedő mértékben járultak hozzá a társaság szakmai, szervezeti életének fejlődéséhez
- 1990. február 24-én az Ajkai Városi Tanács Kórház-Rendelőintézet felvette a Dr. Magyar Imre nevet